# Liste der Kulturdenkmäler in Meinhard
Die folgende Liste enthält die in der Denkmaltopographie ausgewiesenen Kulturdenkmäler auf dem Gebiet  der Gemeinde Meinhard, Werra-Meißner-Kreis, Hessen.
Hinweis: Die Reihenfolge der Denkmäler in dieser Liste orientiert sich zunächst an Ortsteilen und anschließend der Anschrift, alternativ ist sie auch nach der Bezeichnung, der vom Landesamt für Denkmalpflege vergebenen Nummer oder der Bauzeit sortierbar.
Kulturdenkmäler werden fortlaufend im Denkmalverzeichnis des Landes Hessen durch das Landesamt für Denkmalpflege Hessen auf Basis des Hessischen Denkmalschutzgesetzes (HDSchG) geführt. Die Schutzwürdigkeit eines Kulturdenkmals hängt nicht von der Eintragung in das Denkmalverzeichnis des Landes Hessen oder der Veröffentlichung in der Denkmaltopographie ab.

Das Vorhandensein oder Fehlen eines Objekts in dieser Liste ist keine rechtsverbindliche Auskunft darüber, ob es Kulturdenkmal ist oder nicht: Diese Liste entspricht möglicherweise nicht dem aktuellen Stand der offiziellen Denkmaltopographie. Diese ist für Hessen in den entsprechenden Bänden der Denkmaltopographie Bundesrepublik Deutschland und im Internet unter DenkXweb – Kulturdenkmäler in Hessen einsehbar. Auch diese Quellen sind, obwohl sie durch das Landesamt für Denkmalpflege Hessen aktualisiert werden, nicht immer aktuell, da es im Denkmalbestand immer wieder Änderungen gibt.
Eine verbindliche Auskunft erteilt allein das Landesamt für Denkmalpflege Hessen.
Nutze diese Kartenansicht, um Koordinaten in der Liste zu setzen. In dieser Kartenansicht sind Kulturdenkmale ohne Koordinaten mit einem roten bzw. orangen Marker dargestellt und können in der Karte gesetzt werden. Kulturdenkmale ohne Bild sind mit einem blauen bzw. roten Marker gekennzeichnet, Kulturdenkmale mit Bild mit einem grünen bzw. orangen Marker.

## Kulturdenkmale nach Stadtteilen

### Frieda

#### Gesamtanlagen
| Bild            | Bezeichnung                                   | Lage | Beschreibung          | Bauzeit | Objekt-Nr. |
| --------------- | --------------------------------------------- | --- | --------------------- | ------- | ---------- |
| Bild gesucht BW | Gesamtanlage Frieda                           | Hochfeld 1–7; Kirchenrain; Kirchgasse 2–4; Kirchplatz 1–9; Leipziger Straße 15–35, 39, 24–50; Zittel 1–2 Lage | k,g                   |         | 38106 DDB  |
| Bild gesucht BW | Wohnhaus                                      | Hochfeld 5 LageFlur: 7, Flurstück: 92/2                                                                       | g                     | Um 1800 | 38112 DDB  |
| Bild gesucht BW | Wohnhaus                                      | Hochfeld 7 LageFlur: 7, Flurstück: 96/1                                                                       | g; mit Torpfosten     |         | 38113 DDB  |
| Bild gesucht BW | Schule                                        | Kirchgasse 2 LageFlur: 6, Flurstück: 22/2                                                                     | g                     |         | 38114 DDB  |
| Bild gesucht BW | Hofanlage mit Wohnhaus und Scheune            | Kirchgasse 4 LageFlur: 6, Flurstück: 26/1                                                                     | g,s; mit Torpfosten   |         | 38115 DDB  |
| weitere Bilder  | Pfarrkirche                                   | Kirchplatz 1 LageFlur: 6, Flurstück: 17/5                                                                     | k,g,s; erwähnt: Orgel | 1862    | 38118 DDB  |
| Bild gesucht BW | Pfarrhaus                                     | Kirchplatz 2 LageFlur: 6, Flurstück: 50                                                                       | g,s                   | 1695    | 38119 DDB  |
| Bild gesucht BW | Hofanlage mit Wohnhaus und Wirtschaftsgebäude | Leipziger Straße 19 LageFlur: 7, Flurstück: 49/2                                                              | g,s                   |         | 38121 DDB  |
| Bild gesucht BW | Wohnhaus                                      | Leipziger Straße 21 LageFlur: 7, Flurstück: 62/1                                                              | g                     |         | 38122 DDB  |
| Bild gesucht BW | Wohnhaus                                      | Leipziger Straße 24 LageFlur: 7, Flurstück: 246/47                                                            | g,s; mit Torpfosten   |         | 38123 DDB  |
| Bild gesucht BW | Wohnhaus                                      | Leipziger Straße 27 LageFlur: 7, Flurstück: 193/70                                                            | g                     |         | 38124 DDB  |
| Bild gesucht BW | Wohnhaus                                      | Leipziger Straße 32 LageFlur: 7, Flurstück: 34/2                                                              | g,s                   |         | 38125 DDB  |
| Bild gesucht BW | Wohnhaus                                      | Leipziger Straße 33 LageFlur: 7, Flurstück: 76/5                                                              | g,s                   |         | 38126 DDB  |
| Bild gesucht BW | Wohnhaus mit Scheune                          | Schlaggasse 9 LageFlur: 7, Flurstück: 31/1                                                                    | g; mit Torpfosten     |         | 38127 DDB  |
| Bild gesucht BW | Schlagmühle                                   | Schlaggasse 11, Mühlgraben, Bei der Mühle LageFlur: 7, Flurstück: 21, 22/1, 234/24, 25                        | t,g                   |         | 38128 DDB  |

#### Einzeldenkmale
| Bild            | Bezeichnung                        | Lage                                                                                 | Beschreibung                      | Bauzeit | Objekt-Nr. |
| --------------- | ---------------------------------- | ------------------------------------------------------------------------------------ | --------------------------------- | ------- | ---------- |
| Bild gesucht BW | Tunnelportal                       | außerhalb der Ortslage LageFlur: 1, Flurstück: 233/1                                 | g                                 |         | 38107 DDB  |
| Bild gesucht BW | Hofanlage mit Wohnhaus und Scheune | Bahnhofstraße 6 LageFlur: 6, Flurstück: 146/4                                        | g,s                               |         | 38110 DDB  |
| Bild gesucht BW | Hofanlage mit Wohnhaus und Scheune | Bahnhofstraße 15 LageFlur: 6, Flurstück: 134/1                                       | g,s                               |         | 38111 DDB  |
| Bild gesucht BW | Bahnhof                            | Bahnhofstraße 23 LageFlur: 11, Flurstück: 179/1                                      |                                   | 1902    | 768972 DDB |
| Bild gesucht BW | Wirtschaftsgebäude                 | Kirchgasse 10 LageFlur: 6, Flurstück: 101/3                                          | g; Inschrift über dem Scheunentor |         | 38116 DDB  |
| Bild gesucht BW | Fachwerkhaus                       | Kirchgasse 18 LageFlur: 6, Flurstück: 89/3                                           | g,s                               |         | 38117 DDB  |
| Bild gesucht BW | Fachwerkhaus                       | Leipziger Straße 12 LageFlur: 6, Flurstück: 5/2                                      | g,s                               | Um 1800 | 38120 DDB  |
| Bild gesucht BW | Topfmühle                          | Topfmühle 1 LageFlur: 11, Flurstück: 4/22                                            | g                                 |         | 38109 DDB  |
| Bild gesucht BW | Mönchefurtbrücke                   | Werra, An der Werra (Außerhalb der Ortslage) LageFlur: 11, Flurstück: 230/1, 285/160 | t                                 |         | 38108 DDB  |
| Bild gesucht BW | Wohnhaus                           | Zittel 5 LageFlur: 7, Flurstück: 72/2                                                | g,s                               |         | 38129 DDB  |

### Grebendorf

#### Gesamtanlagen
| Bild            | Bezeichnung                                            | Lage | Beschreibung | Bauzeit | Objekt-Nr. |
| --------------- | ------------------------------------------------------ | --- | --- | ------- | ---------- |
| Bild gesucht BW | Gesamtanlage Grebendorf                                | Am Dorfanger; Eschweger Straße 3–7, 2–10; Kirchstraße 1–33; 2–26; Obere Dorfstraße 2–6; Sandstraße 1–23, 2–24; Weidenrain 9–11, 2–10 Lage | g |         | 38131 DDB  |
| Bild gesucht BW | Dorfschänke                                            | Am Dorfanger 1b LageFlur: 12, Flurstück: 100/1                                                                                            | g,s | Um 1600 | 38133 DDB  |
| Bild gesucht BW | Wohnhaus                                               | Am Dorfanger 2b LageFlur: 12, Flurstück: 104/7                                                                                            | g | 1593    | 38138 DDB  |
| Bild gesucht BW | Wohnhaus                                               | Eschweger Straße 4 LageFlur: 12, Flurstück: 171/1                                                                                         | g,s |         | 38134 DDB  |
| Bild gesucht BW | Wohnhaus                                               | Eschweger Straße 10 LageFlur: 12, Flurstück: 179/1                                                                                        | g,s |         | 38135 DDB  |
| Bild gesucht BW | Wohnhaus                                               | Kirchstraße 6 LageFlur: 12, Flurstück: 111/3                                                                                              | g |         | 38139 DDB  |
| Bild gesucht BW | Wohnhaus, Wirtschaftsgebäude, Gesindehaus              | Kirchstraße 7 LageFlur: 12, Flurstück: 164/1                                                                                              | g,s |         | 38140 DDB  |
| Bild gesucht BW | Wohnhaus                                               | Kirchstraße 9 LageFlur: 12, Flurstück: 161/3                                                                                              | g,s |         | 38141 DDB  |
| Bild gesucht BW | Wohnhaus                                               | Kirchstraße 11 LageFlur: 12, Flurstück: 158/19                                                                                            | g,s |         | 38142 DDB  |
| Bild gesucht BW | Wohnhaus                                               | Kirchstraße 12 LageFlur: 12, Flurstück: 117/2                                                                                             | g |         | 38143 DDB  |
| weitere Bilder  | Hofanlage mit Wohnhaus und Scheune                     | Kirchstraße 15 LageFlur: 12, Flurstück: 155/6                                                                                             | g,s |         | 38144 DDB  |
| Bild gesucht BW | Wohnhaus                                               | Kirchstraße 17 LageFlur: 12, Flurstück: 154/1                                                                                             | g,s |         | 38145 DDB  |
| weitere Bilder  |                                                        | Kirchstraße 22 LageFlur: 12, Flurstück: 128                                                                                               | |         | 38146 DDB  |
| Bild gesucht BW | Hofanlage mit Wohnhaus und Wirtschaftsgebäude          | Kirchstraße 24 LageFlur: 12, Flurstück: 127/1                                                                                             | g,s |         |            |
| weitere Bilder  | Pfarrkirche                                            | Kirchstraße 25 LageFlur: 12, Flurstück: 133/1                                                                                             | k,g,s; erwähnt: Kanzel und Fenster |         | 38147 DDB  |
| Bild gesucht BW | Wohnhaus                                               | Kirchstraße 27 LageFlur: 12, Flurstück: 135/1                                                                                             | g,s |         | 38148 DDB  |
| Bild gesucht BW | Wohnhaus                                               | Kirchstraße 29 LageFlur: 12, Flurstück: 137/2                                                                                             | g |         | 38149 DDB  |
| Anger           | Anger                                                  | Sandstraße (bei Am Dorfanger 1b) LageFlur: 12, Flurstück: 184/13                                                                          | Die als ein Naturdenkmal geschützte Angerlinde im Dorfkern Grebendorfs ist die letzte von ehemals fünf Bäumen, die vermutlich in der Zeit um 1740 oder 1750 bei der Neuanlage des Platzes gepflanzt worden sind. Als alte Versammlungs- und Gerichtsstätte ist die gesamte Anlage aus ortsgeschichtlichen Gründen ein schützenswertes Kulturdenkmal. |         | 38132 DDB  |
| Bild gesucht BW | Wohnhaus                                               | Sandstraße 4 LageFlur: 12, Flurstück: 57/1                                                                                                | g,s |         | 38150 DDB  |
| Bild gesucht BW | Wohnhaus                                               | Sandstraße 5/7 LageFlur: 12, Flurstück: 106/1                                                                                             | g,s |         | 38151 DDB  |
| weitere Bilder  | Schloss                                                | Sandstraße 15, Schloßplatz LageFlur: 12, Flurstück: 113/5, 113/6                                                                          | k,g,s; mit Wirtschaftsgebäuden und Stallungen |         | 38152 DDB  |
| Bild gesucht BW | Wohnhaus                                               | Sandstraße 19 LageFlur: 12, Flurstück: 119/1                                                                                              | g | 1817    | 38153 DDB  |
| Bild gesucht BW | Hofanlage mit zwei Wohnhäusern und Wirtschaftsgebäuden | Sandstraße 20/22 LageFlur: 12, Flurstück: 28/3                                                                                            | g,s |         | 38154 DDB  |
| weitere Bilder  | Hofanlage mit Remise und Wirtschaftsgebäuden           | Sandstraße 23 LageFlur: 12, Flurstück: 121/2                                                                                              | g,s |         | 38155 DDB  |
| Bild gesucht BW | Wohnhaus mit Scheune                                   | Sandstraße 24 LageFlur: 12, Flurstück: 25/2                                                                                               | g,s |         | 38156 DDB  |
| Bild gesucht BW | Wohnhaus                                               | Weidenrain 2 LageFlur: 12, Flurstück: 97/2                                                                                                | g,s |         | 38157 DDB  |
| Bild gesucht BW | Wohnhaus                                               | Weidenrain 4 LageFlur: 12, Flurstück: 92/1                                                                                                | g |         | 38158 DDB  |
| Bild gesucht BW | Wohnhaus                                               | Weidenrain 6 LageFlur: 12, Flurstück: 89/1                                                                                                | g,s |         | 38159 DDB  |
| Bild gesucht BW | Wohnhaus                                               | Weidenrain 8 LageFlur: 12, Flurstück: 88/3                                                                                                | g,s |         | 38160 DDB  |
| Bild gesucht BW | Wohnhaus                                               | Weidenrain 10 LageFlur: 12, Flurstück: 86/3                                                                                               | k,g,s |         | 38161 DDB  |

#### Einzeldenkmale
| Bild                                    | Bezeichnung                     | Lage                                            | Beschreibung       | Bauzeit | Objekt-Nr. |
| --------------------------------------- | ------------------------------- | ----------------------------------------------- | ------------------ | ------- | ---------- |
| Bild gesucht BW                         | Wohnhaus und Wirtschaftsgebäude | Gartenstraße 10 LageFlur: 12, Flurstück: 31/4   | g,s                |         | 38137 DDB  |
| Bild gesucht BW                         | Friedhof                        | Jestädter Straße 6 LageFlur: 13, Flurstück: 5/6 | g,s, acht Grabmale |         | 38136 DDB  |
| Direkt Bild zu diesem Denkmal hochladen | 8 Steine                        | Soodholzgrenze (Außerhalb der Ortslage)         | Inschrift: 1792    |         | 39267 DDB  |

### Hitzelrode
| Bild            | Bezeichnung                              | Lage                                                                                  | Beschreibung | Bauzeit | Objekt-Nr. |
| --------------- | ---------------------------------------- | ------------------------------------------------------------------------------------- | --- | ------- | ---------- |
| Bild gesucht BW | Forsthaus 1                              | Forsthaus 1 (Außerhalb der Ortslage) LageFlur: 4, Flurstück: 6/2                      | g |         | 38163 DDB  |
| Bild gesucht BW | Wohnhaus                                 | Gobertring 5 LageFlur: 5, Flurstück: 19/1                                             | g,s | 1770    | 38165 DDB  |
| Bild gesucht BW | Hofanlage mit Wohnhaus und zwei Scheunen | Gobertring 11 LageFlur: 5, Flurstück: 16/1                                            | g |         | 38166 DDB  |
| Bild gesucht BW | Wohnhaus                                 | Gobertring 12, Gobertring (L 3424) LageFlur: 5, Flurstück: 44, 65/44                  | g,s |         | 38167 DDB  |
| weitere Bilder  | Evangelische Kirche                      | Hinter der Kirche LageFlur: 5, Flurstück: 35                                          | k,g,s |         | 38169 DDB  |
| Bild gesucht BW | Mühle                                    | Mühle 1, Bei der Mühle (Außerhalb der Ortslage) LageFlur: 7, Flurstück: 103/16, 105/3 | g |         | 38170 DDB  |
| weitere Bilder  | Wolfstisch                               | Steintisch (Außerhalb der Ortslage) LageFlur: 3, Flurstück: 4/2                       | Für Geologen entstand der tischförmige Felsen durch die natürliche Verwitterung eines Kalksteinblocks. Einige Historiker nehmen dagegen an, dass der Wolfstisch von Menschen gebildet wurde. Sie deuten die Stätte als Gerichtsort in einem Gräberfeld und auch als germanische Opfer- oder Kultstätte. Der Wolfstisch wird als Flurdenkmal aus geschichtlichen Gründen und als geologisches Naturdenkmal geschützt. |         | 39274 DDB  |

### Jestädt

#### Gesamtanlagen
| Bild            | Bezeichnung               | Lage | Beschreibung                      | Bauzeit | Objekt-Nr. |
| --------------- | ------------------------- | --- | --------------------------------- | ------- | ---------- |
| Bild gesucht BW | Gesamtanlage Jestädt      | Am Anger 2–18; Am Kirchrain 1–19, 2–20; Fischerweg 1–3; Hauptstraße 3–35, 12–36; Klingenstraße 7, 2–4; Wassergasse Lage | k,g                               |         | 38172 DDB  |
| Anger           | Anger                     | Am Anger LageFlur: 13, Flurstück: 149/11                                                                                | g,s                               |         | 38175 DDB  |
| Bild gesucht BW | Wohnhaus                  | Am Anger 10 LageFlur: 13, Flurstück: 63/1                                                                               | g,s                               |         | 38176 DDB  |
| Bild gesucht BW | Wohnhaus                  | Am Anger 14 LageFlur: 13, Flurstück: 70/5                                                                               | s                                 |         | 38177 DDB  |
| Bild gesucht BW | Wohnhaus                  | Am Anger 16 LageFlur: 13, Flurstück: 66/3                                                                               | s                                 |         | 38177 DDB  |
| weitere Bilder  | Schloß                    | Am Kirchrain 3 LageFlur: 13, Flurstück: 4/2                                                                             | k,g,s                             |         | 38178 DDB  |
| weitere Bilder  | Evangelische Kirche       | Am Kirchrain 5 LageFlur: 13, Flurstück: 10, 7/1                                                                         | k,g,s; Pfarrkirche und Grabsteine |         | 38179 DDB  |
| Bild gesucht BW | Wohnhaus                  | Am Kirchrain 6 LageFlur: 13, Flurstück: 47/3                                                                            | g                                 |         | 38180 DDB  |
| Bild gesucht BW | Wohnhaus                  | Am Kirchrain 18 LageFlur: 13, Flurstück: 24/4                                                                           | g                                 |         | 38182 DDB  |
| Bild gesucht BW | Hofanlage                 | Am Kirchrain 20 LageFlur: 13, Flurstück: 24/3                                                                           | g                                 |         | 38182 DDB  |
| Bild gesucht BW | Wohnhaus                  | Hauptstraße 3 LageFlur: 12, Flurstück: 41/3                                                                             | g,s                               |         | 38183 DDB  |
| Bild gesucht BW | Wohnhaus                  | Hauptstraße 7 LageFlur: 12, Flurstück: 37/3                                                                             | g                                 |         | 38184 DDB  |
| Bild gesucht BW | Wohnhaus mit Scheune      | Hauptstraße 9, Hauptstraße LageFlur: 12, Flurstück: 36/1, 36/2                                                          | k,g,s                             |         | 38185 DDB  |
| Bild gesucht BW | Wohnhaus                  | Hauptstraße 12 LageFlur: 13, Flurstück: 145/2                                                                           | g                                 |         | 38186 DDB  |
| Bild gesucht BW | Wohnhaus                  | Hauptstraße 14 LageFlur: 13, Flurstück: 143/10                                                                          | g                                 |         | 38187 DDB  |
| Bild gesucht BW | Wohnhaus                  | Hauptstraße 16 LageFlur: 13, Flurstück: 139/2                                                                           | g                                 |         | 38187 DDB  |
| Bild gesucht BW | Hofanlage                 | Hauptstraße 17 LageFlur: 12, Flurstück: 19/3                                                                            | g,s                               |         | 38188 DDB  |
| Bild gesucht BW | Hofanlage                 | Hauptstraße 18 LageFlur: 13, Flurstück: 137/2                                                                           | g                                 |         | 38189 DDB  |
| Bild gesucht BW | Wohnhaus mit Remise       | Hauptstraße 19/21 LageFlur: 12, Flurstück: 18/3                                                                         | g                                 |         | 38190 DDB  |
| Bild gesucht BW | Wohnhaus                  | Hauptstraße 22 LageFlur: 13, Flurstück: 134/1                                                                           | g                                 |         | 38191 DDB  |
| Bild gesucht BW | Wohnhaus mit Anbau        | Hauptstraße 24 LageFlur: 13, Flurstück: 133/3                                                                           | g                                 |         | 38192 DDB  |
| Bild gesucht BW | Wohnhaus                  | Hauptstraße 25 LageFlur: 12, Flurstück: 14/1                                                                            | g                                 |         | 38193 DDB  |
| Bild gesucht BW | Wohnhaus                  | Hauptstraße 26 LageFlur: 13, Flurstück: 130/4                                                                           | g                                 | 1650    | 38194 DDB  |
| Bild gesucht BW | Wohnhaus                  | Hauptstraße 31 LageFlur: 12, Flurstück: 8/1                                                                             | g                                 |         | 38195 DDB  |
| Bild gesucht BW | Wohnhaus mit Lagergebäude | Hauptstraße 33 LageFlur: 12, Flurstück: 7/4                                                                             | g; ehem. Schule?                  |         | 38196 DDB  |
| Bild gesucht BW | Scheune der Hofanlage     | Hauptstraße 34 LageFlur: 13, Flurstück: 111/3                                                                           | g                                 |         | 38197 DDB  |
| Bild gesucht BW | Hofanlage                 | Hauptstraße 35 LageFlur: 12, Flurstück: 1/6                                                                             | w,g,s                             |         | 38198 DDB  |

#### Einzeldenkmale
| Bild            | Bezeichnung        | Lage                                                                     | Beschreibung | Bauzeit | Objekt-Nr. |
| --------------- | ------------------ | ------------------------------------------------------------------------ | ------------ | ------- | ---------- |
| Bild gesucht BW | Pochmühle          | Grund- oder Pochmühle (Außerhalb der Ortslage) LageFlur: 1, Flurstück: 4 | t,g          |         | 38173 DDB  |
| weitere Bilder  | Jüdischer Friedhof | Judenkopf (Außerhalb der Ortslage) LageFlur: 2, Flurstück: 34/1          | k,g          |         | 39260 DDB  |
| Bild gesucht BW | Hofanlage          | Motzenröder Straße 4 LageFlur: 13, Flurstück: 92/5                       |              |         | 38199 DDB  |
| Bild gesucht BW | Pletschmühle       | Pletschmühle (Außerhalb der Ortslage) LageFlur: 2, Flurstück: 51/6       | t,g          |         | 38174 DDB  |

### Motzenrode

#### Einzeldenkmale
| Bild                                    | Bezeichnung                                          | Lage                                                               | Beschreibung                  | Bauzeit | Objekt-Nr. |
| --------------------------------------- | ---------------------------------------------------- | ------------------------------------------------------------------ | ----------------------------- | ------- | ---------- |
| Bild gesucht BW                         | Mühle                                                | Am Mühlbach 2 LageFlur: 5, Flurstück: 13/1                         | g; fünf Gebäude und Tor       |         | 38201 DDB  |
| Bild gesucht BW                         | Wohnhaus                                             | Am Rain 2 LageFlur: 4, Flurstück: 104/3                            | g,s                           |         | 38202 DDB  |
| Bild gesucht BW                         | Wohnwirtschaftsgebäude                               | Am Rain 7 LageFlur: 4, Flurstück: 92/1                             | g,s; mit fünf Nebengebäuden   | Um 1800 | 38203 DDB  |
| Bild gesucht BW                         | Trigonometrischer Punkt 2. Klasse (Vermessungsstein) | Auf dem Stein (Außerhalb der Ortslage) LageFlur: 2, Flurstück: 2/1 | Inschrift: KLV 1845           |         | 39272 DDB  |
| Bild gesucht BW                         | 13 Grenzsteine                                       | Auf dem Stein (Außerhalb der Ortslage) LageFlur: 2, Flurstück: 2/1 | Inschrift: DZF/VB 1731        |         | 39266 DDB  |
| Direkt Bild zu diesem Denkmal hochladen | Steinkreuz * 4726.1                                  | Gedenk- und Sühnesteine (Außerhalb der Ortslage)                   |                               |         | 39273 DDB  |
| Bild gesucht BW                         | Wohnhaus                                             | Hohesteinstraße 4 LageFlur: 4, Flurstück: 2/4                      | g                             |         | 38204 DDB  |
| Bild gesucht BW                         | ehemalige Mühle                                      | Hohesteinstraße 10 LageFlur: 4, Flurstück: 78/7                    | g; das erste Gebäude links?   |         | 38205 DDB  |
| Bild gesucht BW                         | Wohnhaus mit Scheune                                 | Hohesteinstraße 11 LageFlur: 4, Flurstück: 50/3                    | g,s                           |         | 38206 DDB  |
| Bild gesucht BW                         | Wohnhaus mit Scheune                                 | Im Graben 4 LageFlur: 4, Flurstück: 102/1                          | g                             |         | 38207 DDB  |
| Bild gesucht BW                         | Evangelische Kirche                                  | Im Unterdorf 1 LageFlur: 4, Flurstück: 24                          | g,s; evangelische Pfarrkirche |         | 38208 DDB  |
| Bild gesucht BW                         | Hofanlage                                            | Im Unterdorf 3 LageFlur: 4, Flurstück: 26/6                        | g,s                           |         | 38209 DDB  |
| Bild gesucht BW                         | Wohnhaus                                             | Im Unterdorf 6/8 LageFlur: 4, Flurstück: 26/6                      | g                             |         | 38210 DDB  |
| Bild gesucht BW                         | Wohnhaus                                             | Im Unterdorf 9 LageFlur: 4, Flurstück: 37/3                        | g                             |         | 38211 DDB  |
| Bild gesucht BW                         | Wohnhaus                                             | Im Unterdorf 13 LageFlur: 4, Flurstück: 43/3                       | g                             |         | 38212 DDB  |
| Bild gesucht BW                         | Doppelhaus                                           | Im Unterdorf 16 LageFlur: 4, Flurstück: 83/4                       | g                             |         | 38213 DDB  |

### Neuerode

#### Gesamtanlagen
| Bild                                    | Bezeichnung           | Lage                                                                                 | Beschreibung                          | Bauzeit | Objekt-Nr. |
| --------------------------------------- | --------------------- | ------------------------------------------------------------------------------------ | ------------------------------------- | ------- | ---------- |
| Bild gesucht BW                         | Gesamtanlage Neuerode | Die Ecke 1–3, 2–8; Fuhrweg 1; Hüttenweg 2–4; Lehmkaute 1, 5; Steinweg 1–11, 2–6 Lage | g                                     |         | 38215 DDB  |
| Direkt Bild zu diesem Denkmal hochladen | Grenzstein            | Cent Bilstein (Außerhalb der Ortslage)                                               | g,s                                   |         | 39248 DDB  |
| Bild gesucht BW                         | Wohnhaus              | Die Ecke 1 LageFlur: 6, Flurstück: 27/4                                              | g,s                                   |         | 38217 DDB  |
| Bild gesucht BW                         | Evangelische Kirche   | Die Ecke 2 LageFlur: 6, Flurstück: 30                                                | k,g,s; evangelische Pfarrkirche       |         | 38218 DDB  |
| Bild gesucht BW                         | Wohnhaus              | Hüttenweg 4 LageFlur: 6, Flurstück: 86                                               | g,s                                   |         | 38219 DDB  |
| Bild gesucht BW                         | Feuerwehrgerätehaus   | Lehmkaute LageFlur: 6, Flurstück: 15/1                                               | g                                     |         | 38220 DDB  |
| ehemalige Kalkofen                      | ehemalige Kalkofen    | Leinewebershecke (Außerhalb der Ortslage) LageFlur: 4, Flurstück: 54                 | t,g                                   |         | 38216 DDB  |
| Bild gesucht BW                         | Hofanlage             | Schulgasse 1 LageFlur: 6, Flurstück: 20/3                                            | g,s; mit Scheune                      |         | 38221 DDB  |
| Bild gesucht BW                         | Hofanlage             | Schulgasse 2/2a LageFlur: 6, Flurstück: 32/7, 32/8                                   | g,s; Wohnhaus, Scheune, Tor           |         | 38222 DDB  |
| Bild gesucht BW                         | Hofanlage             | Schulgasse 6 LageFlur: 6, Flurstück: 25/1                                            | g,s; Wohnhaus und Wirtschaftsgebäude  |         | 38223 DDB  |
| Bild gesucht BW                         | Wohnhaus              | Schulgasse 8 LageFlur: 6, Flurstück: 26/2                                            | g                                     |         | 38225 DDB  |
| Direkt Bild zu diesem Denkmal hochladen | 4 Steine              | Soodholzgrenze (Außerhalb der Ortslage)                                              | Inschrift: 1792 / Soodholz / Neuerode |         | 39268 DDB  |
| Bild gesucht BW                         | Anger                 | Steinweg LageFlur: 6, Flurstück: 159/10                                              | g,s; vor Steinweg 2a                  |         | 38224 DDB  |
| Bild gesucht BW                         | Hofanlage             | Steinweg 2 LageFlur: 6, Flurstück: 19/3                                              | g,s                                   |         | 38226 DDB  |
| Bild gesucht BW                         | Hofanlage             | Steinweg 3 LageFlur: 6, Flurstück: 55/1                                              | g,s                                   |         | 38227 DDB  |
| Bild gesucht BW                         | Wohnhaus              | Steinweg 7 LageFlur: 6, Flurstück: 80/1                                              | g,s                                   |         | 38228 DDB  |
| Bild gesucht BW                         | Hofanlage             | Steinweg 9 LageFlur: 6, Flurstück: 82/6                                              | g                                     |         | 38229 DDB  |
| Bild gesucht BW                         | Hofanlage             | Steinweg 11 LageFlur: 6, Flurstück: 101                                              | k,g; Wohnhaus, Scheune, Anbau         |         | 38230 DDB  |

### Schwebda

#### Gesamtanlagen
| Bild            | Bezeichnung               | Lage | Beschreibung | Bauzeit | Objekt-Nr. |
| --------------- | ------------------------- | --- | --- | ------- | ---------- |
| Bild gesucht BW | Gesamtanlage Schwebda     | Am Gänsemarkt 1–3, 2–12; Am Stadtwege 1; Dorfstraße 1–9, 2–8; Lange Gasse 1–17, 2–12; Lindenanger 1–15, 2–8; Mauerstraße 1–13, 2–16; Mühlgasse 2–6; Mühlhauser Straße 4–22, 25; Petersgasse 1–3; Werragasse 1–11, 2–16 Lage | k,g |         | 38232 DDB  |
| Bild gesucht BW | Wohnhaus                  | Am Gänsemarkt 6 LageFlur: 8, Flurstück: 162/3 | g,s |         | 39261 DDB  |
| Bild gesucht BW | Wohnhaus                  | Am Gänsemarkt 8 LageFlur: 8, Flurstück: 161/1 | g |         | 39262 DDB  |
| Bild gesucht BW | Hofanlage                 | Lange Gasse 1 LageFlur: 8, Flurstück: 48/2 | g,s |         | 38238 DDB  |
| Bild gesucht BW | Wohnhaus                  | Lange Gasse 5 LageFlur: 8, Flurstück: 62/7 | g |         | 38239 DDB  |
| Bild gesucht BW | Wohnhaus                  | Lange Gasse 7 LageFlur: 8, Flurstück: 63/2 | g |         | 38240 DDB  |
| Bild gesucht BW | Wohnhaus                  | Lange Gasse 13 LageFlur: 8, Flurstück: 70/3 | g,s; mit Teil der Hofummauerung |         | 38241 DDB  |
| Bild gesucht BW | Wohnhaus                  | Lindenanger 1 LageFlur: 8, Flurstück: 150 | g,s; mit Wirtschaftsgebäuden und Stallungen |         | 38242 DDB  |
| Bild gesucht BW | Wohnhaus                  | Lindenanger 5 LageFlur: 8, Flurstück: 143, 144 | g,s |         | 38243 DDB  |
| weitere Bilder  | Evangelische Kirche       | Lindenanger 6 LageFlur: 8, Flurstück: 159, 240/6 | Der älteste Teil der Stephanuskirche in Schwebda ist der Kirchturm aus Sandstein, der in die Jahre um 1150 datiert wird. Das früher dazugehörende steinerne Kirchenschiff stand bis 1785 und wurde 1786 mit verputztem Holzfachwerk neu erbaut. Das ursprüngliche Fachwerk ist durch den aufgelegten Putz nicht mehr sichtbar. Wegen ihrer künstlerischen, geschichtlichen und städtebaulichen Bedeutung ist die Kirche ein geschütztes Kulturdenkmal. |         | 38248 DDB  |
| Bild gesucht BW | Sachgesamtheit Gutshof    | Lindenanger 8, Mühlhäuser Straße 4, 6, 10 LageFlur: 8, Flurstück: 179/9, 184/4 | k,g,s; Herrenhaus, Wirtschaftsgebäude, Park, Tagelöhnerhäuser, Gartenhaus und Brunnenschale auf dem Lindenanger |         | 38249 DDB  |
| Bild gesucht BW | Wohnhaus                  | Lindenanger 10 LageFlur: 8, Flurstück: 130/2 | g,s; mit Anbau | Um 1590 | 38245 DDB  |
| Bild gesucht BW | Wohnhaus                  | Lindenanger 11 LageFlur: 8, Flurstück: 137/1 | g,s |         | 38246 DDB  |
| weitere Bilder  | Sachgesamtheit Walrabshof | Lindenanger 11a LageFlur: 8, Flurstück: 107/3 | k,g,s; Wohnhaus, Inspektorenhaus, Wirtschaftsgebäude |         | 38250 DDB  |
| Bild gesucht BW | Feuerwehrgerätehaus       | Lindenanger 12 LageFlur: 8, Flurstück: 134, 135 | g,s; mit Schlauchturm |         | 38247 DDB  |
| Bild gesucht BW | Wohnhaus                  | Mauerstraße 5/7 LageFlur: 8, Flurstück: 249/87 | g |         | 38251 DDB  |
| Bild gesucht BW | Wohnhaus                  | Mauerstraße 9 LageFlur: 8, Flurstück: 89/2 | g,s |         | 38252 DDB  |
| Bild gesucht BW | Wohnhaus                  | Mauerstraße 11/13 LageFlur: 8, Flurstück: 93/2, 94/1 | g,s |         | 38253 DDB  |
| Bild gesucht BW | Wohnhaus                  | Mauerstraße 16, Lange Gasse 10 LageFlur: 8, Flurstück: 73/1, 74/2 | g,s |         | 38254 DDB  |
| Bild gesucht BW | Schwebdaer Mühle          | Mühlgasse 6 LageFlur: 8, Flurstück: 110/2 | g |         | 38255 DDB  |
| Bild gesucht BW | Tagelöhnerhaus            | Mühlhäuser Straße 8 LageFlur: 8, Flurstück: 179/9 | g,s |         | 38257 DDB  |
| Bild gesucht BW | Wohnhaus                  | Petersgasse 4 LageFlur: 8, Flurstück: 146, 148/1 | g,s |         | 38244 DDB  |
| Bild gesucht BW | Wohnhaus                  | Rosengasse 3 LageFlur: 8, Flurstück: 170/1 | g,s; mit Wirtschaftsgebäuden |         | 38258 DDB  |
| Bild gesucht BW | Wohnhaus                  | Rosengasse 20, Rosengasse LageFlur: 8, Flurstück: 173/1, 285/176 | g,s; mit Wirtschaftstrakt/Scheune |         | 38259 DDB  |
| Bild gesucht BW | Wohnhaus                  | Werragasse 2, Am Stadtwege 1 LageFlur: 8, Flurstück: 190/4, 191/2 | k,g,s; mit Tordurchfahrt und Wirtschaftsgebäuden |         | 38260 DDB  |
| Bild gesucht BW | Wohnhaus                  | Werragasse 3 LageFlur: 8, Flurstück: 127/1 | k,g,s |         | 38261 DDB  |
| Bild gesucht BW | Wohnhaus                  | Werragasse 5/7 LageFlur: 8, Flurstück: 121/1, 122/1 | g,s |         | 38262 DDB  |
| Bild gesucht BW | Wohnhaus                  | Werragasse 9 LageFlur: 8, Flurstück: 120/3 | g,s |         | 38263 DDB  |

#### Sachgesamtheiten
| Bild                           | Bezeichnung                         | Lage | Beschreibung                                                     | Bauzeit | Objekt-Nr. |
| ------------------------------ | ----------------------------------- | --- | ---------------------------------------------------------------- | ------- | ---------- |
| Sachgesamtheit Friedhofsanlage | Sachgesamtheit Friedhofsanlage      | Kellaer Straße 1 LageFlur: 12, Flurstück: 94/6                                                                        | k,g                                                              |         | 38236 DDB  |
| weitere Bilder                 | Sachgesamtheit Schloss Wolfsbrunnen | Schloß Wolfsbrunnen, Wolfsbrunnen, Gärtnerei Wolfsbrunnen 3, Am Berg 1, Am Berg LageFlur: 4, 6, Flurstück: 116/5, 5/7 | k,g,s; mit Terrasse, „Wolfsbrunnen“, Brücke im Park, Gärtnerhaus |         | 38233 DDB  |

#### Einzeldenkmale
| Bild            | Bezeichnung         | Lage | Beschreibung                   | Bauzeit | Objekt-Nr. |
| --------------- | ------------------- | --- | ------------------------------ | ------- | ---------- |
| Bild gesucht BW | Steinkreuz * 4726.1 | Am Ebengraben (Außerhalb der Ortslage) LageFlur: 3, Flurstück: 6                                                                                                  |                                |         | 39330 DDB  |
| Bild gesucht BW | Grenzstein          | Auf dem Lattenfeld, Vogelherd, Stirnkopf, Mittelberg, Großer Kessel, Auf den Kellschen Birken, Auf dem Sumpf (Außerhalb der Ortslage) LageFlur: 1, Flurstück: 5/1 | Inschrift: HWVK                |         | 39270 DDB  |
| weitere Bilder  | Bahnhof             | Bahnhof 2 LageFlur: 13, Flurstück: 24/7 | t,g                            |         | 38235 DDB  |
| weitere Bilder  | Tunnelportal        | Eisenbahn (Außerhalb der Ortslage) LageFlur: 6, Flurstück: 129 | k,t,g                          |         | 38234 DDB  |
| Bild gesucht BW | 2 Steine            | Im Finsteren Graben (Soodholzgrenze) (Außerhalb der Ortslage) LageFlur: 16, Flurstück: 3                                                                          | Inschrift: WVK/Soodholz / 1779 |         | 39269 DDB  |
| Bild gesucht BW | Wohnhaus            | Kellaer Straße 2 LageFlur: 7, Flurstück: 39/4 | g                              |         | 38237 DDB  |
| Bild gesucht BW | Wohnhaus            | Mühlhäuser Straße 7 LageFlur: 12, Flurstück: 100/4 | s                              | 1852    | 38256 DDB  |
| Bild gesucht BW | 10 Grenzsteine      | Vorm Hülfsstich, Kleine Hesselkuppe, Auf dem Gelben Berge, An der Worstliete (Außerhalb der Ortslage) LageFlur: 5, 16, Flurstück: 9/2, 13, 14, 2                  | Inschrift: EW/VK / IA.GR.1834  |         | 39258 DDB  |